# نيبولوس
نيبولوس (باليونانية: υλοςος) قائد عسكري بيزنطي من أصل جنوب سلافي أو بلغاري كان في خدمة الإمبراطور البيزنطي جستنيان الثاني (685-695م و 705-711م)، انشق مع العديد من رجاله السلافيين الاصل إلى جانب العرب خلال المعركة الحاسمة المعروفة بمعركة سيباستوبولس بين الامويين والبيزنطيين التي انتهت بخسارة البيزنطيين.